# Andy Schmid
André (Andy) Schmid (* 30. August 1983 in Horgen, Kanton Zürich) ist ein ehemaliger Schweizer Handballspieler, der mittlerweile als Handballtrainer tätig ist.

## Karriere

### Verein
Schmid durchlief alle Jugendmannschaften des BSV Borba Luzern. Von 2002 bis 2004 spielte er in der Nationalliga B für die neu gegründete Spielgemeinschaft SG Stans/Luzern. 2004 debütierte er mit dem Grasshopper Club Zürich in der Nationalliga A und blieb bis 2007. Anschliessend lief er für ZMC Amicitia Zürich auf, mit dem er zweimal die Meisterschaft gewann. In der Saison 2009/10 spielte Schmid bei dem dänischen Verein Bjerringbro-Silkeborg meist auf Rückraum Mitte.
Am 29. März 2010 gaben die Rhein-Neckar Löwen die Verpflichtung von Schmid für die Saison 2010/11 bekannt. Schmid erhielt einen Vier-Jahres-Vertrag, der im September 2013 um weitere drei Jahre und 2014 vorzeitig bis 2018 verlängert wurde. 2016 wurde der Vertrag vorzeitig bis zum 30. Juni 2020 verlängert. 2018 wurde abermals der Vertrag vorzeitig um 2 Jahre bis 2022 verlängert.

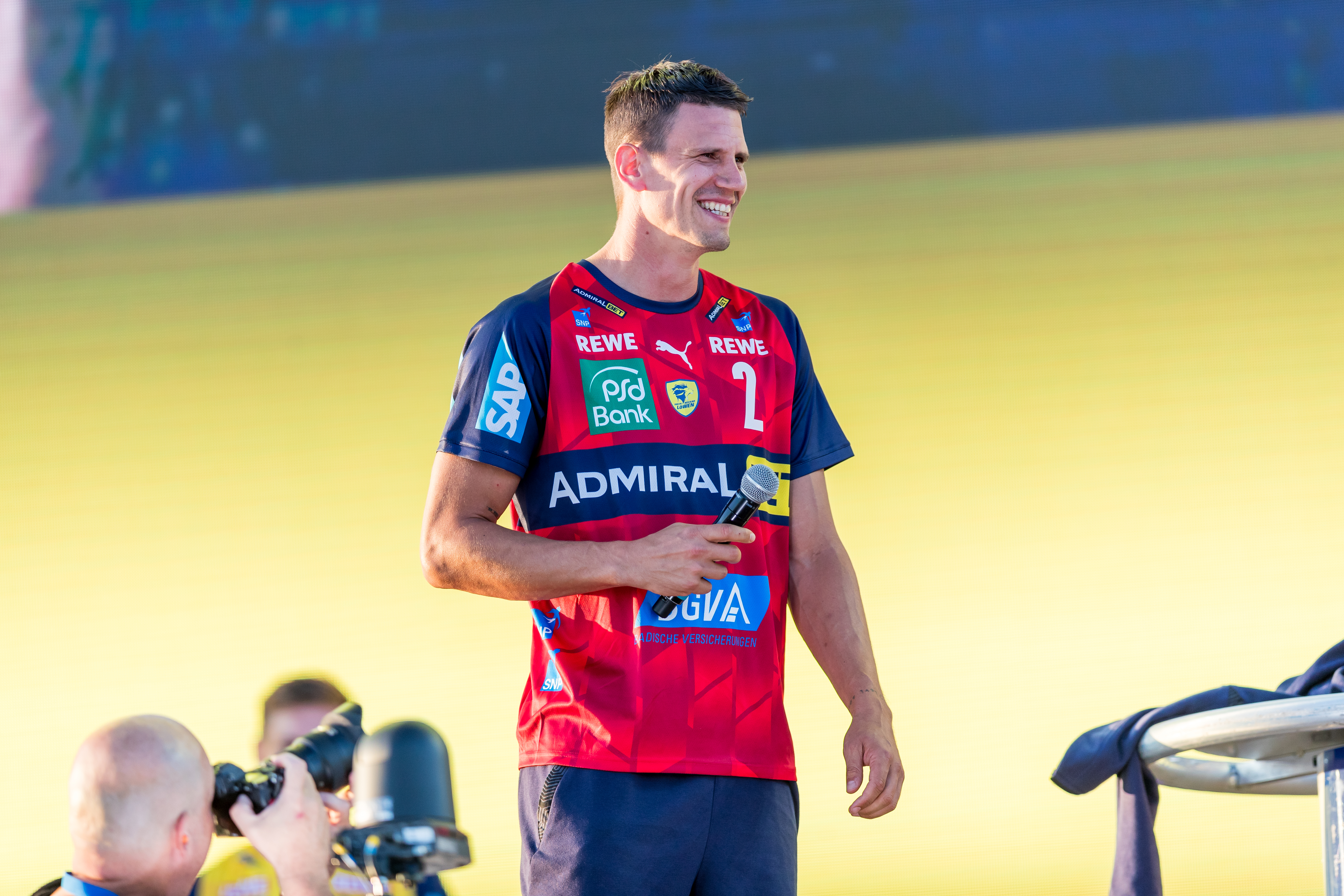
Andy Schmid im Trikot der Rhein-Neckar Löwen (2020).

Anschliessend wechselte Schmid zum Schweizer Nationalliga A Club HC Kriens-Luzern. Im Februar 2023 gab er sein Karriereende auf den Sommer 2024 bekannt. Beim ersten Sieg des HC Kriens-Luzern im Schweizer Cup im Mai 2023 war Schmid mit 10 Treffern bester Torschütze, darunter zwei vorentscheidende Treffer kurz vor Schluss.

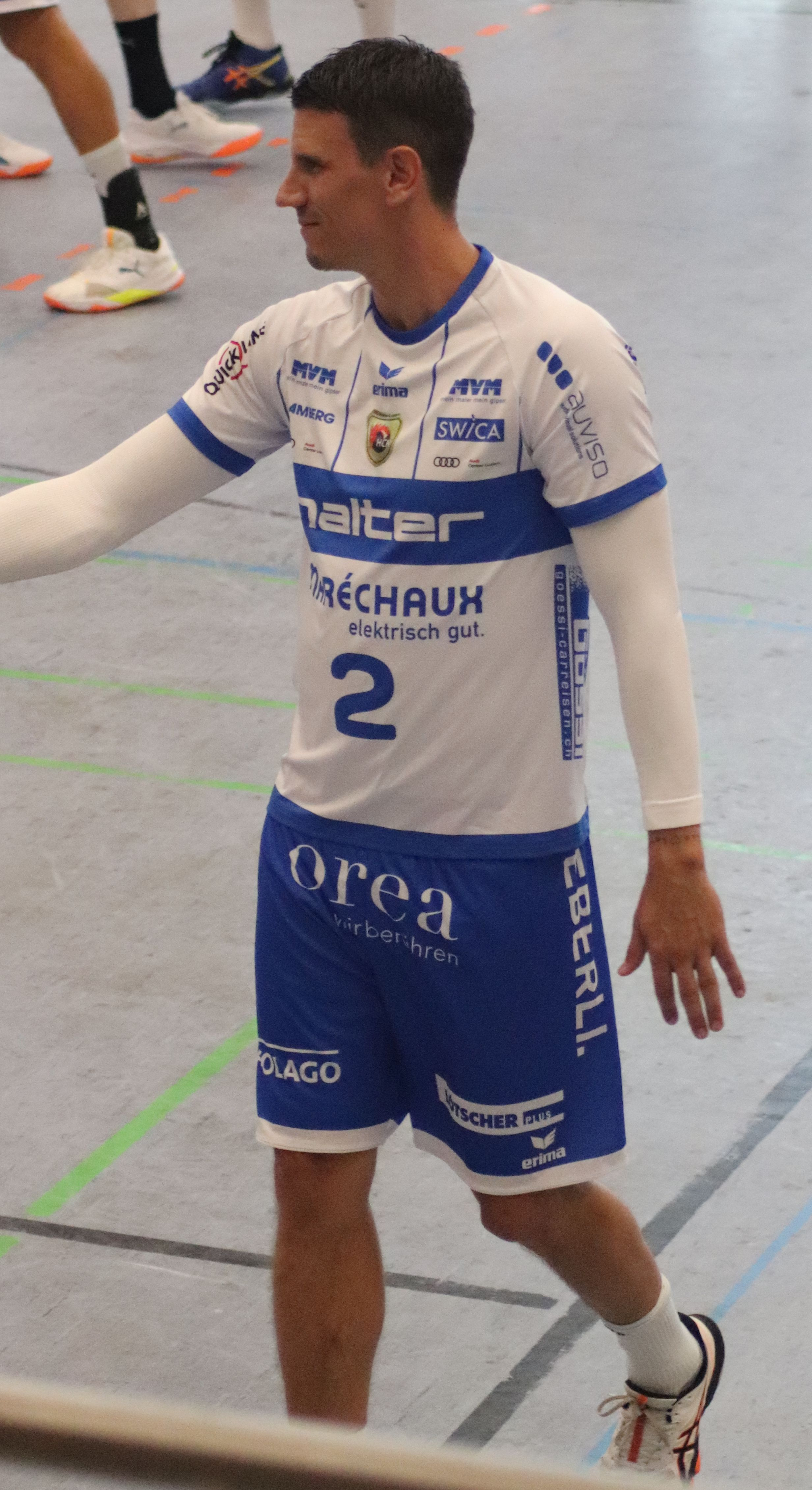
Andy Schmid im Trikot des HC Kriens-Luzern (2022).

Am 30. Januar 2024 gab Schmid sein sofortiges Karriereende bekannt.

### Nationalmannschaft
Für die Schweiz bestritt Schmid 218 Länderspiele, in denen er 1094 Tore erzielte. Sein Debüt gab er am 19. Dezember 2003 beim Länderspiel gegen die Auswahl Luxemburgs. In der Nationalmannschaft und im Verein trägt Schmid die Rückennummer 2. Im Januar 2021 nahm Schmid im Alter von 37 Jahren erstmals an einer Weltmeisterschaft teil. Zwar wurden die Qualifikations-Playoff-Spiele gegen Island wegen der Covid-19-Pandemie abgesagt und die Teilnahme am Turnier in Ägypten den höher klassierten Isländern zugesprochen, jedoch rückte die Schweiz kurzfristig aufgrund von coronabedingten Absagen nach. Die Mannschaft qualifizierte sich dank eines Sieges gegen Österreich für die Hauptrunde, wo weitere Siege gegen Island und Algerien gelangen. Damit klassierte sich die Schweiz in der Hauptrundengruppe III im vierten Rang und belegte in der Abschlussrangliste Platz 16. Schmid warf an dem Turnier insgesamt 44 Tore (Platz 6 der Torschützenliste) und wurde dreimal zum Man of the Match gewählt, was ausser ihm nur noch Andreas Palicka, dem Torhüter von Finalteilnehmer Schweden, gelang.
An der Europameisterschaft 2024 warf Schmid im dritten Vorrundenspiel gegen Nordmazedonien zwölf Tore und überflügelte mit seinem 1094. Länderspieltor den bisherigen Schweizer Topscorer der Nati, Marc Baumgartner, um einen Treffer.

### Trainertätigkeiten
Schmid übernahm im Februar 2024 das Traineramt der Schweizer Männer-Handballnationalmannschaft. Sein Vertrag läuft bis zur Heim-Europameisterschaft 2028.

## Spielstil
Schmid galt als einer der besten Spielmacher seiner Zeit. Besonders seine häufig akrobatischen Anspiele an den Kreis und seine vorausschauende Spielübersicht galten als seine Stärken.
Darüber hinaus verfügte Schmid über einen präzisen Schuss aus der Distanz. Unter Trainer Nikolaj Jacobsen wurde er fast ausschliesslich im Angriff eingesetzt. Falls er doch in der Abwehr eingesetzt wurde, verteidigte er nur auf der Aussenposition. Von dort aus leitete er dann das Umschaltspiel ein.

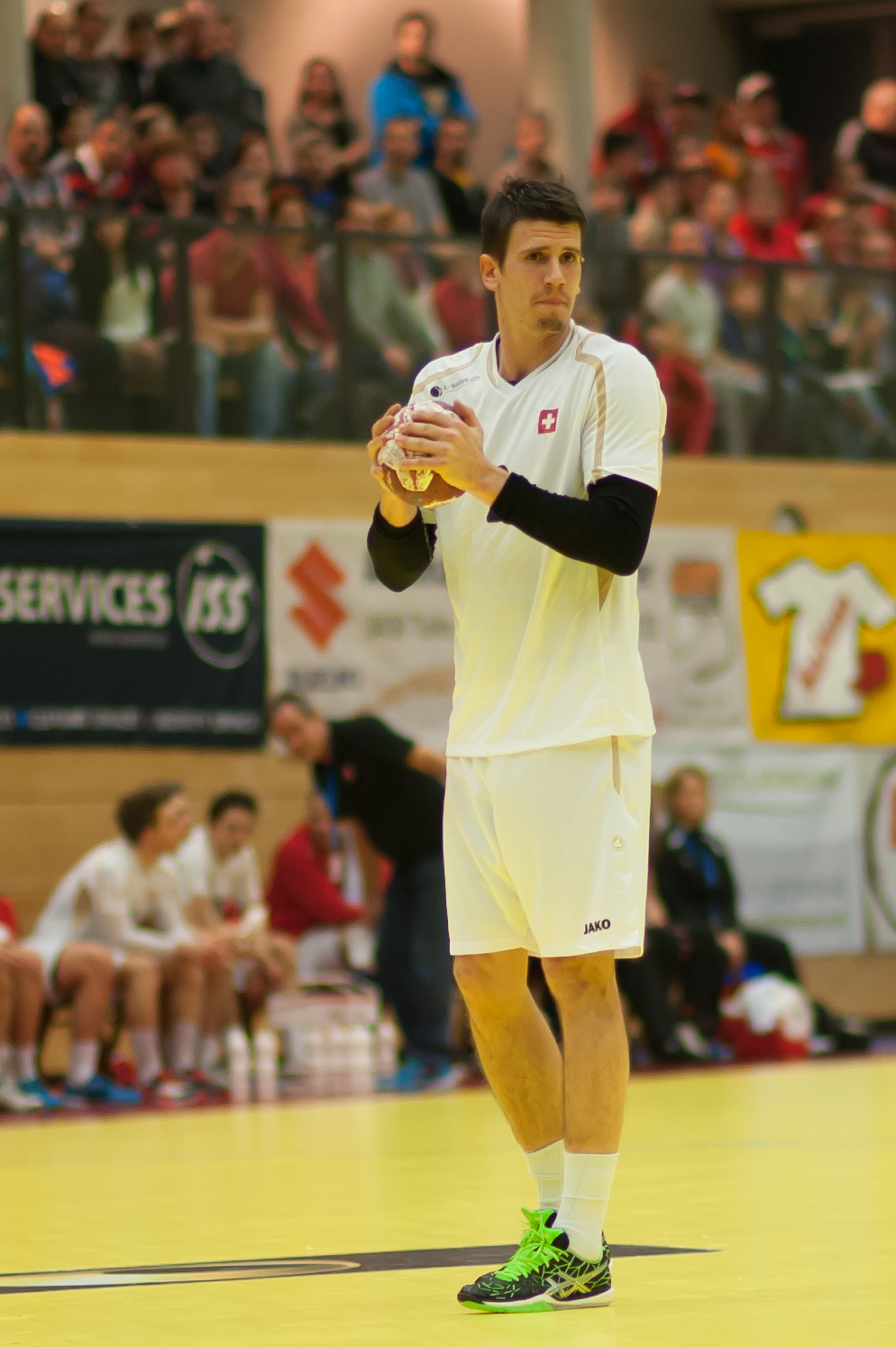
Schmid beim Siebenmeterwurf für die Schweizer Nati.

In der Nationalmannschaft war er etatmässig der erste Siebenmeter-Schütze. Er warf meist ansatzlos und ohne den Wurf vorab anzutäuschen.

## Erfolge
- DHB-Pokal 2018
- EHF Europa Pokal: 2013
- Schweizer Meister 2008 und 2009
- Schweizer Cupsieger 2009 und 2023
- Wertvollster Spieler (MVP) der NLA 2008,[19] 2009 und 2023
- Spieler der Saison der Handball-Bundesliga 2013/14[20]
- Spieler der Saison der Handball-Bundesliga 2014/15[20]
- Spieler der Saison der Handball-Bundesliga 2015/16[20]
- Spieler der Saison der Handball-Bundesliga 2016/17[20]
- Spieler der Saison der Handball-Bundesliga 2017/18[20]
- Deutscher Meister 2016 und 2017 mit den Rhein-Neckar Löwen
- DHB-Supercup 2016, 2017 und 2018 mit den Rhein-Neckar-Löwen

## Statistik
| Saison    | Liga    | Verein                  | Tore | Spiele | Ø   |
| --------- | ------- | ----------------------- | ---- | ------ | --- |
| 2004/05   | NLA     | Grasshopper Club Zürich | 084  | 30     | 2,8 |
| 2005/06   | NLA     | Grasshopper Club Zürich | 118  | 33     | 3,6 |
| 2006/07   | NLA     | Grasshopper Club Zürich | 144  | 34     | 4,2 |
| 2007/08   | NLA     | ZMC Amicitia Zürich     | 252  | 32     | 7,9 |
| 2008/09   | NLA     | ZMC Amicitia Zürich     | 209  | 32     | 6,5 |
| 2009/10   | JJL     | Bjerringbro-Silkeborg   | 113  | 24     | 4,7 |
| 2010/11   | HBL     | Rhein-Neckar Löwen      | 044  | 31     | 1,7 |
| 2011/12   | HBL     | Rhein-Neckar Löwen      | 084  | 34     | 2,5 |
| 2012/13   | HBL     | Rhein-Neckar Löwen      | 156  | 34     | 4,6 |
| 2013/14   | HBL     | Rhein-Neckar Löwen      | 161  | 34     | 4,7 |
| 2014/15   | HBL     | Rhein-Neckar Löwen      | 114  | 36     | 3,2 |
| 2015/16   | HBL     | Rhein-Neckar Löwen      | 164  | 32     | 5,3 |
| 2016/17   | HBL     | Rhein-Neckar Löwen      | 156  | 34     | 4,6 |
| 2017/18   | HBL     | Rhein-Neckar Löwen      | 189  | 34     | 5,6 |
| 2018/19   | HBL     | Rhein-Neckar Löwen      | 164  | 34     | 4,8 |
| 2019/20   | HBL     | Rhein-Neckar Löwen      | 117  | 25     | 4,7 |
| 2020/21   | HBL     | Rhein-Neckar Löwen      | 167  | 38     | 4,4 |
| 2021/22   | HBL     | Rhein-Neckar Löwen      | 159  | 34     | 4,7 |
| 2022/23   | QHL     | HC Kriens-Luzern        | 259  | 33     | 7,8 |
| 2023/24   | QHL     | HC Kriens-Luzern        | 32   | 8      | 4,0 |
| 2004–2024 | NLA/QHL | Gesamt                  | 1098 | 202    | 5,4 |
| 2009–2010 | JJL     | Gesamt                  | 113  | 24     | 4,7 |
| 2010–2022 | HBL     | Gesamt                  | 1675 | 400    | 4,2 |
| 2004–2024 | alle    | Gesamt                  | 2886 | 626    | 4,6 |